# تشون تشيل سونغ
تشون تشيل سونغ (مواليد 7 يوليو 1961) هو ملاكم كوري جنوبي، مثّل بلاده في الألعاب الأولمبية الصيفية 1984 وحقق الميدالية البرونزية في فئة الوزن الخفيف.

## روابط خارجية
تشون تشيل سونغ على موقع بوكس ريك (الإنجليزية) (registration required)
- تشون تشيل سونغ على موقع أوليمبيديا (الإنجليزية)